# Hermann Hübner
Hermann Hübner (* 22. Oktober 1953 in Buchhof) ist ein deutscher Kommunalpolitiker (CSU) und war vom 1. Mai 2008 bis 30. April 2020 Landrat des Landkreises Bayreuth.

## Ausbildung
Hübner wuchs auf einem Bauernhof in der Gemeinde Bindlach auf. Nach seinem Fachabitur und zwei Jahren Bundeswehreinsatz in Bayreuth von 1974 bis 1976 erhielt er eine Ausbildung als Bankkaufmann. Anschließend absolvierte er ein Studium zum Diplom-Verwaltungswirt (FH). Von 1982 bis 1994 war Hübner persönlicher Mitarbeiter des Bayreuther Landrates Klaus-Günther Dietel.

## Politische Laufbahn
Von 1994 bis 2008 war Hübner 1. Bürgermeister der Gemeinde Bindlach. Zuvor war er dort seit 1990 Gemeinderat und Fraktionsvorsitzender der CSU. Seit dem Jahr 2000 war er zudem Mitglied des Bayreuther Kreistages. Bei den Kommunalwahlen am 2. März 2008 wurde mit 58,9 Prozent der Stimmen zum neuen Bayreuther Landrat gewählt und damit Nachfolger von Klaus-Günther Dietel, der seit 1978 Landrat war. Bei der Kommunalwahl 2014 wurde er mit 67,6 Prozent der Stimmen im Amt bestätigt.
Er hat zahlreiche kommunale Funktionen inne. Er ist unter anderem Vorsitzender des Ausschusses für Finanz- und Sparkassenfragen beim Bayerischen Landkreistag, Aufsichtsratsvorsitzender des Klinikum Bayreuth, Verwaltungsratsvorsitzender der Sparkasse Bayreuth, Vorstandsmitglied des Sparkassenbezirksverbandes Oberfranken sowie Vorsitzender mehrerer Vereine und Zweckverbände.

## Privates
Hübner ist verheiratet und Vater von vier Kindern.
| Personendaten    | Personendaten                     |
| ---------------- | --------------------------------- |
| NAME             | Hübner, Hermann                   |
| KURZBESCHREIBUNG | deutscher Kommunalpolitiker (CSU) |
| GEBURTSDATUM     | 22. Oktober 1953                  |
| GEBURTSORT       | Buchhof                           |